# Исак Адижес
Исак Калдерон Адижес (на ладино: Ichak Kalderon Adizes; на английски: Ichak Kalderon Adizes; на македонска литературна норма: Исак Калдерон Адижес) е виден американски икономист, професор, експерт в областта на управлението и организацията.

## Биография
Роден е на 22 октомври 1937 година в Скопие, Кралство Югославия (днес в Северна Македония). Докторантура защитава в Колумбийския университет. Преподава във водещи световни университети. Става извънреден професор в Университета в Лос Анджелис и е председател на „Адижес институт“ в Санта Барбара, САЩ, който специализира в областта на управление на конфликти и промени.
Адижес е международно признат експерт в областта на управлението, лидерството и подобряване на бизнес резултати чрез техники за управление на фундаментални промени в частния и публичния сектор. Автор е на множество книги на тема управление, лидерство и други, които са преведени на редица чужди езици.
Адижес става медиатор на тайните преговори между Република Македония и Гърция по спора за името на Република Македония. Основната му отговорност е да осъществява тайна връзка между правителствата в Атина и Скопие.
През 2007 година става икономически съветник в правителството на Никола Груевски със задача да управлява икономическите реформи в страната. В същата 2007 Адижес получава гражданство на Република Македония, а на 27 май 2009 е избран за член на Македонската академия на науките и изкуствата (МАНИ). Кандидатурата му за МАНИ е посрещната със смесени чувства в Република Македония заради позицията на Адижес относно схващанията за идентичността и името на Република Македония:
| „ | Северна Македония е отлично решение. Първо, това означава, че има и Южна Македония и Източна Македония. И че това, нашата Македония, не е единствената. Това е добро решение, за да не забравяме нашите братя. Второ, това е добро решение и за гърците. Това означава, че Македония не е една Македония и че те са част от тази старата Македония. С други думи, че тази нашата Македония не им „откраднала“ това какви са те и кои са те. Това е, което тях най-много ги боли. | “ |

Скандал предизвиква и изявлението на Адижес пред телевизия „Алфа“, обръщайки се към македонците с:
| „ | Вие не знаете кои сте. | “ |